# Sivert Nielsen
Sivert Andreas Nielsen (* 8. Oktober 1823 in Lund in der Gemeinde Brønnøy; † 18. August 1904 in Kristiania, dem heutigen Oslo) war ein norwegischer Politiker. Er gehörte der sozialliberalen Partei Venstre an, saß von 1859 bis 1897 im norwegischen Parlament Storting und war 1885–1887 sowie 1890 dessen Präsident.
In jungen Jahren arbeitete Nielsen zunächst als Gemeindelehrer in seinem damaligen Wohnort Vik. Er war 30 Jahre lang im Gemeinderat seiner Heimatgemeinde Brønnøy, 28 Jahre davon als Bürgermeister. 1859 wurde er erstmals als Vertreter der Provinz Nordland ins Storting gewählt, dem er dann bis 1897 angehörte, als er sich aufgrund einer Krankheit von seinen politischen Ämtern zurückziehen musste. Während seiner Zeit im Storting setzte er sich wortgewaltig für die Belange seiner Region ein, was ihm unter Parlamentskollegen den Spitznamen Nordlands Trompet (Nordlands Trompete) einbrachte. Für seine Verdienste wurde Nielsen unter anderem 1887 mit dem Sankt-Olav-Orden ausgezeichnet und er erhielt 1896 das Kommandeurskreuz 1. Klasse verliehen. Neben seinen öffentlichen Ämtern besaß Nielsen seit seinem 25. Lebensjahr einen Bauernhof und war zeit seines Lebens als Landwirt tätig. Sivert Nielsen war zweimal verheiratet, in erster Ehe mit Olea Margrete Henriksdatter bis zu deren Tod 1850, und in zweiter Ehe ab 1853 mit Jonette Kornelie Falch Heide. Er war der Vater des Linguisten Konrad Nielsen und hatte insgesamt 11 Kinder.

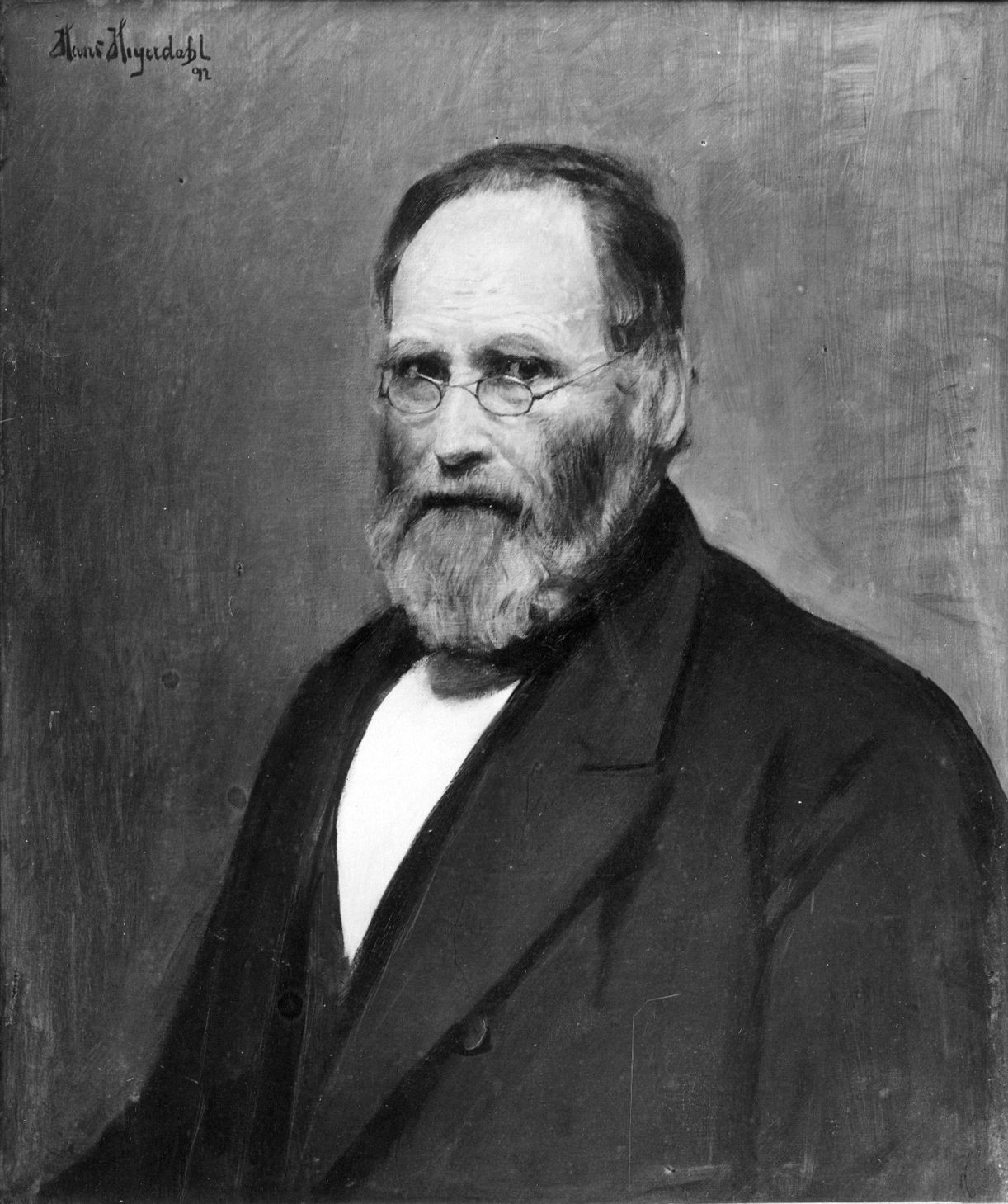
Sivert Nielsen auf einem Porträt von Hans Heyerdahl von 1892
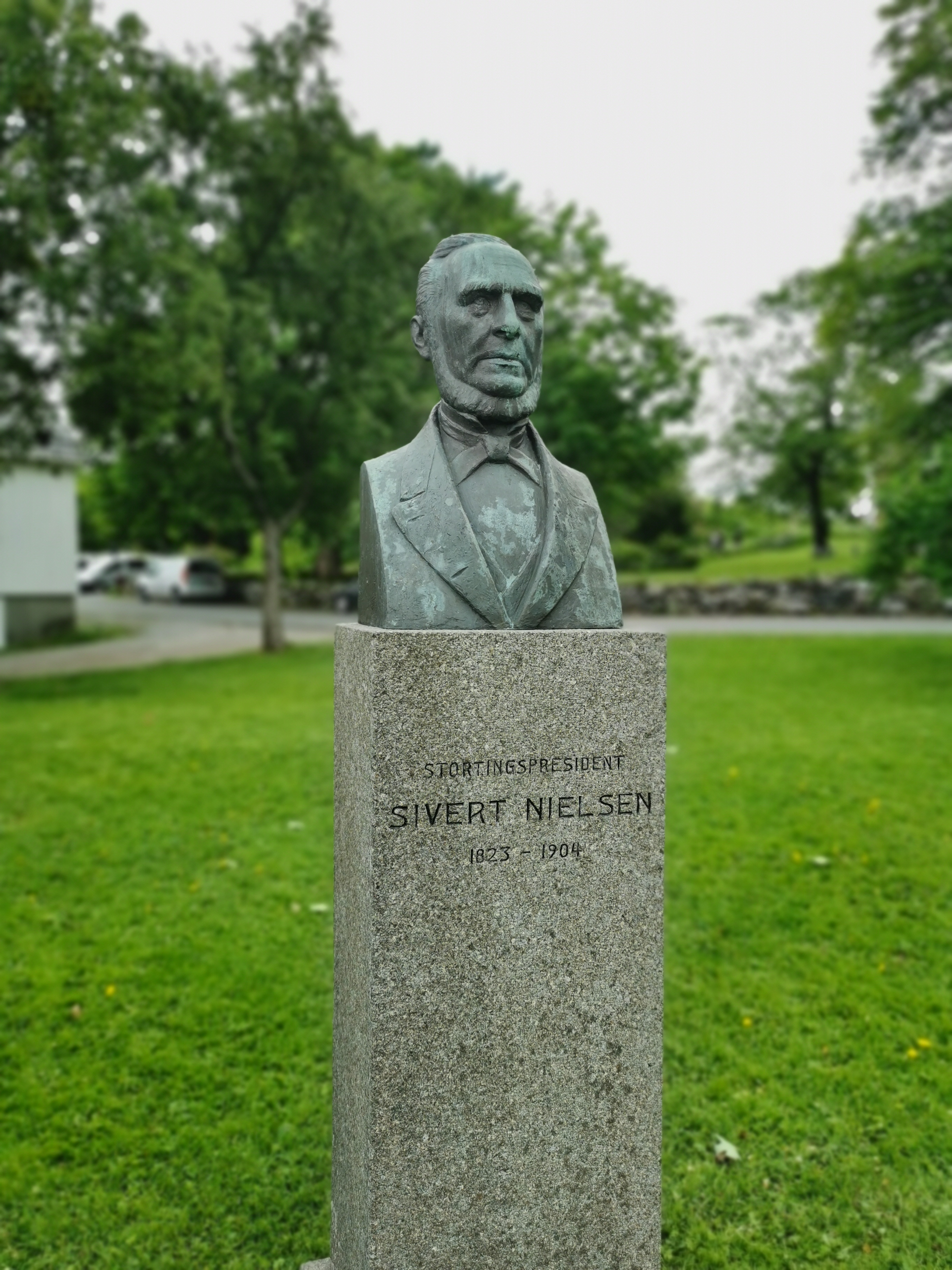
Büste von Sivert Nielsen in Brønnøysund